# Genética clínica
La Genética Clínica es una parte de la genética médica que consiste en la atención médica directa de los individuos y familias con trastornos hereditarios. 
Es ejercida por profesionales de la salud especialistas en genética (Biología, Medicina, Enfermería, Farmacia, entre otras) y se ocupa de la evaluación clínica, el asesoramiento o consejo genético, el diagnóstico y el tratamiento de estos pacientes. Además de los recursos y métodos clínicos generales, utiliza los servicios de la genética de laboratorio, citogenética, genética molecular o genética bioquímica. En un futuro se irán incorporando otras técnicas genómicas (análisis de todo o gran parte del genoma), mediante el uso de arrays o la secuenciación masiva. Estas técnicas plantearán al genetista clínico nuevos retos, como el de la interpretación del significado patológico ante un exceso de información.
Los avances en tecnologías secuenciadoras de nueva generación hacen posible prever múltiples contextos en los cuales instrumentos genómicos podrían ser usados realzar el cuidado del paciente. 
- Datos: Q5877314